# Stephen Garrett
Stephen Garrett (* 11. November 1974 in Louisville, Kentucky; † 25. Februar 2008 ebenda) war ein US-amerikanischer Hip-Hop- und Contemporary-R&B-Produzent, Rapper und Sänger, der unter dem Pseudonym Static bzw. Static Major bekannt wurde. Er war Mitglied des R&B-Trios Playa und arbeitete als Produzent und Songwriter unter anderem für Aaliyah, Ginuwine, Destiny’s Child, Brandy und JoJo.

## Biografie
Stephen Ellis Garrett wuchs in Louisville, Kentucky als Sohn einer Musikerfamilie auf. Er begann schon sehr früh im Kirchenchor zu singen. Dort spielte seine Schwester Piano, seine Mutter war die musikalische Leiterin und sein Vater predigte als Pastor. 
Garretts erste eigenständige musikalische Station war das Trio Playa, das er zusammen mit Black und Smokey gründete. Die drei Musiker sangen in den örtlichen Kirchen Gospel und wurden später von DeVante Swing entdeckt, der sie ins Rooster von Swing Mob aufnahm. Swing hatte schon Künstler wie Missy Elliott und Ginuwine entdeckt. Kurz darauf allerdings brach die Gruppierung auseinander. Garrett begann dort zum ersten Mal mit dem Songwriting für diverse andere Künstler des Labels. So schrieb er die Debütsingle Pony für Ginuwine, die von Timbaland produziert wurde.
Mit Playa zusammen brachte er 1998 das Album Cheers 2 U auf Def Soul, einem Unterlabel von Def Jam heraus. Das Titellied stieg in die Top 40 der US-Billboard-Singles-Charts ein. Das Album selbst erreichte die Top 100. Seit 1999 ist ein neues Album der Band angekündigt, bisher wurde es allerdings nicht veröffentlicht. Nachdem Garrett auch für Playa einen Großteil des Album-Materials verfasste, begann er auch für Aaliyah zu arbeiten. Zu den Songs, die er für sie geschrieben hat, zählen u. a. die Hits Are You That Somebody und Try Again. Nachdem Aaliyah 2001 bei einem Flugzeugabsturz ums Leben gekommen war, begann Garrett auch für andere Künstler zu arbeiten. Truth Hurts’ Addictive und Brandy's Come as You Are waren die nächsten Hits seiner Writing-Karriere. Garrett begann auch mit dem Produzieren, anfangs kollaborierte er dort mit den Größen des Hip-Hop-Genres wie Timbaland, Dr. Dre und Scott Storch. Er produzierte außerdem Künstler wie Jamie Foxx und Pretty Ricky. Sein Gesangs- und Raptalent zeigte er als Gastmusiker bei David Banner und beim Rapduo Timbaland & Magoo. Im Frühjahr 2008 unterschrieb Garrett einen Vertrag über mehrere Soloalben bei Blackground Records. Das erste Soloalbum Suppertime war für 2008 angekündigt. Die erste Zusammenarbeit und gleichzeitig letzte Veröffentlichungen von Garrett waren die Singles Lollipop, für das er einen Grammy Award for Best Rap Song erhielt, und I Got My von Lil Wayne. 
Im Februar 2008 starb Garrett im Baptist Hospital East in Louisville im Alter von 33 Jahren durch Komplikationen nach einer Operation. Er hinterließ eine Frau und vier Kinder.

## Produktionen
- 1996: Pony von Ginuwine (Single)
- 1997: Luv 2 Luv U (Remix) auf „Welcome To Our World“ von Timbaland And
- 1998: Are You That Somebody? von Aaliyah (Single)
- 1998: Diverse auf „Tim’s Bio: From The Motion Picture: Life From Da Bassment“ von Timbaland
- 1998: Same Ol’ G von Ginuwine (Single)
- 1999: Megamix auf der Single What’s So Different? von Ginuwine
- 2000: Try Again auf der Single „Come Back In One Piece“ von Aaliyah Featuring DMX
- 2000: Say My Name (Remix) von Destiny’s Child (Single)
- 2001: Diverse auf „Aaliyah“ von Aaliyah (Album)
- 2001: I Am Music auf „Indecent Proposal“ von Timbaland And Magoo
- 2001: More Than A Woman von Aaliyah (Single)
- 2001: We Need A Resolution von Aaliyah Featuring Timbaland (Single)
- 2002: Rock The Boat von Aaliyah (Single)
- 2002: Miss You von Aaliyah (Single)
- 2003: Diverse auf „I Care 4 U“ von Aaliyah
- 2003: Crank It Up mit David Banner
- 2004: Come As You Are und Sirens auf „Afrodisiac“ von Brandy
- 2004: City Lights und Use my shoulder  auf „Jojo“ von Jojo
- 2005: Diverse auf „Present“ von Timbaland And Magoo
- 2005: Boogie Down Berlin - Here We Go Again (Truth Hurts) auf „Numma Eyns“ von DJ Tomekk
- 2005: Diverse auf „Ultimate Aaliyah“ von Aaliyah
- 2006: London Bridge von Fergie (Single)
- 2007: Tell Me von P. Diddy feat. Christina Aguilera
- 2008: Lollipop mit Lil Wayne
- 2009: Illusion von Pleasure P auf „The Introduction Of Marcus Cooper“